# 대한민국 민법 제824조
대한민국 민법 제824조는 혼인취소의 효력에 대한 민법 가족법 조문이다.

## 조문
제824조(혼인취소의 효력) 혼인의 취소의 효력은 기왕에 소급하지 아니한다.

第824條(婚姻取消의 效力) 婚姻의 取消의 效力은 旣往에 遡及하지 아니한다.

## 참고 문헌
- 오현수, 일본민법, 진원사, 2014. ISBN 9788963463452
- 오세경, 대법전, 법전출판사 , 2014 ISBN 9788926210277
- 이준현 , LOGOS 민법 조문판례집, 미래가치, 2015. ISBN 9791155020869

## 같이 보기
- 혼인신고